# 愛說愛說愛說的男人
《愛說愛說愛說的男人》（日语：ペラペラペラオ）是AKB48子團體Not yet的第3張單曲，於2011年11月16日由日本古倫美亞發行。

## 概要
單曲分為Type-A、Type-B、Type-C和劇場盤，總共四個版本。《愛說愛說愛說的男人》和《海鳴りよ》收錄於所有版本中；收錄於Type-A和劇場盤；收錄於Type-B和劇場盤；收錄於Type-C和劇場盤。《愛說愛說愛說的男人》的音樂錄影帶收錄於劇場盤以外的所有版本；特別影片「睡衣火鍋會」、《破浪刨冰》讀賣樂園篇（精華影片）、《破浪刨冰》幕張展覽館篇、《愛說愛說愛說的男人》音樂錄影帶（LIP版本）和「ヨンパラ」人像繪畫篇收錄於Type-A；《愛說愛說愛說的男人》音樂錄影帶製作特輯、問問一流的愛說愛說愛說的男人！Not yet“人生的秘密” 橫山由依×德光和夫、問問一流的愛說愛說愛說的男人！Not yet“人生的秘密” 大島優子×Korokke和「ヨンパラ」談天篇收錄於Type-B；問問一流的愛說愛說愛說的男人！Not yet“人生的秘密” 北原里英×今田耕司、問問一流的愛說愛說愛說的男人！Not yet“人生的秘密” 指原莉乃×土田晃之、《愛說愛說愛說的男人》音樂錄影帶（舞蹈版本）、排練影片《愛說愛說愛說的男人》舞蹈講座和「ヨンパラ」更換錄影磁帶篇收錄於Type-C；劇場盤以外的三個版本均附有活動參加券和特別附贈視聽券。

## 宣傳
單曲的音樂錄影帶以四人化身女侍應為主題，服裝造型採用1950年代的風格。2011年10月26日，單曲的手機片段、電話鈴聲和等候音樂在RecoChoku等網站開始供人下載，並且附贈不同版本的螢幕壁紙，另外如果購買所有形式的話，有20個名額獲贈送由首張單曲開始直至第三張的單曲的海報。11月10日，單曲的電視廣告開始播放，其中有東方收音機的藤森慎吾聲演。11月14日，單曲的大型海報在澀谷站展示。Not yet在《Coming Soon!!》、《MUSIC JAPAN》和《100% HITS! SPACE SHOWER TV Plus》等音樂節目也有宣傳單曲。

## 歌曲
《愛說愛說愛說的男人》是綜藝節目《拜託了！排名》的片尾曲和音樂節目《THE STREET FIGHTERS》的開幕曲

## 反應
11月16日，單曲發售當天，由於女子組合H!P家族和尊尼事務所的男子組合Sexy Zone也同樣發行首張單曲，因此被稱為偶像對決，當天單曲憑7.1萬銷量取得Oricon公信榜日榜第一位，連續三張單曲在日榜均取得第一位，打平迷你早安。於9年零10個月前的紀錄，在Recochoku音樂錄影帶排行榜也取得第一位，同樣是連續三張單曲均取得首日第一位。單曲在發售首週以17.2萬銷量取得Oricon週榜第二位，Sexy Zone舉行握手會，Not yet隨即以攝影會迎戰，最終僅以一千張差距首次失落週榜冠軍。

## 歌曲列表
| Type-A | Type-A                       | Type-A | Type-A       | Type-A   | Type-A |
| 曲序   | 曲目                         |        | 作曲         | 編曲     | 时长   |
| ------ | ---------------------------- | ------ | ------------ | -------- | ------ |
| 1.     | 愛說愛說愛說的男人           | 秋元康 | 板垣祐介     | 板垣祐介 | 4:23   |
| 2.     |                              | 秋元康 | 川浦正大     | 若田部誠 | 4:10   |
| 3.     |                              | 秋元康 | すみだしんや | 前嶋康明 | 4:41   |
| 4.     | 愛說愛說愛說的男人（純音樂） | 秋元康 | 板垣祐介     | 板垣祐介 | 4:23   |
| 5.     | （純音樂）                   | 秋元康 | 川浦正大     | 若田部誠 | 4:10   |
| 6.     | （純音樂）                   | 秋元康 | すみだしんや | 前嶋康明 | 4:41   |

| Type-B | Type-B                       | Type-B | Type-B   | Type-B   | Type-B |
| 曲序   | 曲目                         |        | 作曲     | 編曲     | 时长   |
| ------ | ---------------------------- | ------ | -------- | -------- | ------ |
| 1.     | 愛說愛說愛說的男人           | 秋元康 | 板垣祐介 | 板垣祐介 | 4:23   |
| 2.     |                              | 秋元康 | 川浦正大 | 若田部誠 | 4:10   |
| 3.     |                              | 秋元康 | 五戶力   | 田邊惠二 | 4:13   |
| 4.     | 愛說愛說愛說的男人（純音樂） | 秋元康 | 板垣祐介 | 板垣祐介 | 4:23   |
| 5.     | （純音樂）                   | 秋元康 | 川浦正大 | 若田部誠 | 4:10   |
| 6.     | （純音樂）                   | 秋元康 | 五戶力   | 田邊惠二 | 4:13   |

| Type-C | Type-C                       | Type-C | Type-C   | Type-C     | Type-C |
| 曲序   | 曲目                         |        | 作曲     | 編曲       | 时长   |
| ------ | ---------------------------- | ------ | -------- | ---------- | ------ |
| 1.     | 愛說愛說愛說的男人           | 秋元康 | 板垣祐介 | 板垣祐介   | 4:23   |
| 2.     |                              | 秋元康 | 川浦正大 | 若田部誠   | 4:10   |
| 3.     |                              | 秋元康 | 角野壽和 | division L | 4:35   |
| 4.     | 愛說愛說愛說的男人（純音樂） | 秋元康 | 板垣祐介 | 板垣祐介   | 4:23   |
| 5.     | （純音樂）                   | 秋元康 | 川浦正大 | 若田部誠   | 4:10   |
| 6.     | （純音樂）                   | 秋元康 | 角野壽和 | 田邊惠二   | 4:35   |

| 劇場盤 | 劇場盤                       | 劇場盤 | 劇場盤       | 劇場盤     | 劇場盤 |
| 曲序   | 曲目                         |        | 作曲         | 編曲       | 时长   |
| ------ | ---------------------------- | ------ | ------------ | ---------- | ------ |
| 1.     | 愛說愛說愛說的男人           | 秋元康 | 板垣祐介     | 板垣祐介   | 4:23   |
| 2.     |                              | 秋元康 | すみだしんや | 前嶋康明   | 4:41   |
| 3.     |                              | 秋元康 | 川浦正大     | 若田部誠   | 4:10   |
| 4.     |                              | 秋元康 | 角野壽和     | division L | 4:35   |
| 5.     | 愛說愛說愛說的男人（純音樂） | 秋元康 | 板垣祐介     | 板垣祐介   | 4:23   |
| 6.     | （純音樂）                   | 秋元康 | すみだしんや | 前嶋康明   | 4:41   |
| 7.     | （純音樂）                   | 秋元康 | 川浦正大     | 若田部誠   | 4:10   |
| 8.     | （純音樂）                   | 秋元康 | 角野壽和     | 田邊惠二   | 4:35   |

## 外部連結
- （日語）Not yet 日本古倫美亞 （页面存档备份，存于）